# Campionato europeo di baseball 1979
Il campionato europeo di baseball 1979 è stato la sedicesima edizione del campionato continentale. Si svolse a Trieste e Ronchi dei Legionari, in Italia, dall'11 al 19 agosto, e fu vinto dall’Italia, alla sua quarta affermazione in ambito europeo.

## Squadre partecipanti
- Belgio
- Italia
- Paesi Bassi
- Svezia

## Risultati

### Gruppo
|    | Team        | V - P | Pf - Ps | %     |
| -- | ----------- | ----- | ------- | ----- |
| 1. | Italia      | 3 - 0 | 30 - 7  | 1.000 |
| 2. | Paesi Bassi | 2 - 1 | 25 – 3  | 0.667 |
| 3. | Belgio      | 1 - 2 | 10 - 39 | 0.333 |
| 4. | Svezia      | 0 - 3 | 4 – 20  | 0.000 |

| 1979 | Belgio | 0 – 14 | Paesi Bassi |  |

| 1979 | Italia | 3 – 2 | Paesi Bassi |  |

| 1979 | Belgio | 5 – 21 | Italia |  |

| 1979 | Belgio | 5 – 4 | Svezia |  |

| 1979 | Italia | 6 – 0 | Svezia |  |

| 1979 | Paesi Bassi | 9 – 0 | Svezia |  |

### Finale 3º/4º posto
| 1979 | Belgio | 5 – 7 | Svezia |  |

| 1979 | Svezia | 11 – 13 | Belgio |  |

### Finale 1º/2º posto
| 1979 | Paesi Bassi | 1 – 14 | Italia |  |

| 1979 | Paesi Bassi | 4 – 8 | Italia |  |

| 1979 | Italia | 5 – 0 | Paesi Bassi |  |

| 1979 | Paesi Bassi | 8 – 5 | Italia |  |

## Classifica finale
| Campione d'Europa | Campione d'Europa | Campione d'Europa |
| ----------------- | ----------------- | ----------------- |
| Italia            |                   |                   |
| Argento           | Paesi Bassi       |                   |
| Bronzo            | Belgio            |                   |
| 4.                | Svezia            |                   |